# Grahamdale
Grahamdale es un municipio rural canadiense situado en la provincia de Manitoba.

## Superficie
Grahamdale tiene una superficie de 2365,94 km².

## Demografía
En 2021, tenía 1278 habitantes, una densidad poblacional de 0,5 hab./km², y 886 viviendas.